# جيمس باك
جيمس باك (بالإنجليزية: James Buck)‏ هو ضابط أمريكي، ولد في 1808 في دنفر في الولايات المتحدة، وتوفي في 1 نوفمبر 1865 في بالتيمور في الولايات المتحدة.